# Tirpitzøya
Tirpitzøya est une petite île de l’archipel Kong Karls Land. Elle mesure 3,3 kilomètres de long mais sa largeur varie entre 200 et 500 mètres.
Son nom vient d’Alfred von Tirpitz qui fut de l’expédition allemande Helgolandexpeditionen en 1898.

## Source
- (sv) Cet article est partiellement ou en totalité issu de l’article de Wikipédia en suédois intitulé « Tirpitzøya » (voir la liste des auteurs).